# Râul Cărpeniș
Râul Cărpeniș este un curs de apă, afluent al râului Ialomicioara. 